# Sannes
Sannes – miejscowość i gmina we Francji, w regionie Prowansja-Alpy-Lazurowe Wybrzeże, w departamencie Vaucluse.
Według danych na rok 2005 gminę zamieszkiwało 165 osób, a gęstość zaludnienia wynosiła 38 osób/km² (wśród 963 gmin regionu Prowansja-Alpy-W. Lazurowe Sannes plasuje się na 666. miejscu pod względem liczby ludności, natomiast pod względem powierzchni na miejscu 805.).